# دوروتی پی. رایس
دوروتی پی. رایس (انگلیسی: Dorothy P. Rice; ۱۱ ژوئن ۱۹۲۲ – ۲۵ فوریهٔ ۲۰۱۷) آمارگر پزشکی آمریکایی بود که کارهای او به ایجاد مدیکر (ایالات متحده آمریکا) در ایالات متحده کمک کرد. رایس از دانشگاه ویسکانسین-مدیسن فارغ‌التحصیل شد و به‌زودی کار خود را با دولت آمریکا آغاز کرد، اما برای پرورش فرزند خود از نیروی کار کناره‌گیری کرد. بیش از یک دهه بعد، او به کار دولتی بازگشت و در اداره تأمین اجتماعی (آمریکا) مشغول شد، جایی که یکی از نخستین دانشمندانی بود که به مطالعه هزینه اقتصادی بیماری پرداخت و کمبود بیمه درمانی در میان سالمندان را آشکار ساخت.
رایس بعدها از سال ۱۹۷۶ تا ۱۹۸۲ مدیر مرکز ملی آمار سلامت بود، جایی که در ایجاد نمایه ملی مرگ‌ومیر نقش داشت. او دوران حرفه‌ای خود را در دانشگاه کالیفرنیا، سان فرانسیسکو به‌عنوان استاد ممتاز و استاد بازنشسته به پایان رساند. در دوران حضورش در این دانشگاه، مقاله‌ای دربارهٔ هزینه‌های ناشی از سیگار کشیدن را هم‌نویسی کرد که بر مذاکرات حقوقی میان دولت آمریکا و صنعت تنباکوی ایالات متحده تأثیر گذاشت و به توافق‌نامه تسویه‌حساب اصلی صنعت تنباکو کمک کرد.

## اوایل زندگی
رایس با نام دوروتی پچمن در منطقه بروکلین شهر نیویورک در ۱۱ ژوئن ۱۹۲۲ متولد شد. پدرش، گرشون، کارگر صنایع نساجی و مادرش، لنا شیف، خانه‌دار بود. هر دو والدینش مهاجرانی از لهستان بودند. رایس که در بروکلین بزرگ شد، برای یک سال و نیم در کالج بروکلین تحصیل کرد. سپس، به پیشنهاد برادرش، تحصیلات خود را در ویسکانسین و در دانشگاه ویسکانسین-مدیسن ادامه داد. او این تصمیم را تغییردهنده مسیر زندگی خود می‌دانست، چرا که برادرش بورسیه‌ای ۲۰۰۰ دلاری دریافت کرده بود که می‌توانست هر دو را حمایت کند. در آنجا، او در اقتصاد کار تخصص یافت.

## حرفه
پس از فارغ‌التحصیلی، رایس به تحصیلات تکمیلی نرفت. او تصمیم داشت در دولت فدرال در واشینگتن، دی.سی. مشغول شود. رایس ابتدا در هیئت بازنشستگی راه‌آهن کار کرد و سپس به وزارت کار ایالات متحده آمریکا منتقل شد، جایی که به عنوان منشی آمار مشغول شد، و بعد در هیئت تولیدات جنگی کار کرد. در سال ۱۹۴۳، رایس با جیم رایس ازدواج کرد و شغل خود را ترک کرد تا به او در اردوگاه گرانت (ایلینوی) ملحق شود. در آنجا، او در یک کارخانه مشترک لوله‌کشی و تولیدات نظامی مشغول به کار شد. پس از آن، رایس با کمک دوستش موفق شد همسرش را به واشینگتن دی‌سی منتقل کند، جایی که او در مرکز پزشکی والتر رید نیروی زمینی کار می‌کرد؛ خود رایس نیز در هیئت کار جنگ استخدام شد.
پس از جنگ جهانی دوم، رایس در برنامه قانون هیل-برتون مشغول شد، اما در سال ۱۹۴۹ برای نگهداری از اولین فرزندش از نیروی کار کناره‌گیری کرد. در سال ۱۹۶۰، پس از داشتن دو فرزند دیگر، او به کار بازگشت و با ارتباط با لوییس رید، رئیس پیشین خود، در تأمین اجتماعی (ایالات متحده آمریکا) و دفتر تحقیقات و آمار مشغول شد. او تحت نظر آیدا مریام به عنوان معاون کمیسر پژوهش کار کرد. نخستین وظیفه او، تحلیل نظرسنجی سال ۱۹۶۲ از سالمندان بود که اولین باری بود که چنین مطالعه‌ای انجام می‌شد. رایس نخستین فردی بود که این داده‌ها را منتشر کرد، در مقاله‌ای برجسته در سال ۱۹۶۴ که دربارهٔ تعداد سالمندان دارای بیمه درمانی در آمریکا بود. او دریافت که تنها ۸٫۵ میلیون نفر، یعنی کمتر از نیمی از کل جمعیت سالمندان، دارای بیمه درمانی بودند. افزون بر این، افرادی که بیمه نداشتند، بیشتر زن و دارای درآمدهای پایین‌تر بودند:
... همان عواملی که موجب استفاده گسترده‌تر برخی از گروه‌های سالمندان از امکانات بیمارستانی می‌شود، با نبود پوشش بیمه‌ای برای تأمین این هزینه‌ها نیز ارتباط دارد. ۸۱⁄۲ میلیون نفر از افراد ۶۵ ساله و بالاتر که هیچ نوع بیمه درمانی ندارند، به‌طور نامتناسبی شامل سالمندان بسیار کهنسال—به ویژه زنان—افرادی با وضعیت سلامت نامناسب و کسانی که دیگر به‌طور تمام‌وقت شاغل نیستند، می‌شوند. این گروه‌ها که عمدتاً کمترین درآمد را دارند، همچنین در طول سال روزهای بیشتری را در بیمارستان سپری می‌کنند؛ بنابراین، نیاز بیشتر به مراقبت‌های پزشکی در زمانی که درآمد معمولاً کاهش می‌یابد—مشکلی مزمن برای سالمندان—برای آن‌هایی که کمترین منابع مالی را دارند، شدیدتر است.
نتایج تحقیقات رایس یکی از عوامل انگیزشی در ایجاد مدیکر (ایالات متحده آمریکا) در ایالات متحده بود. در سال‌های بعد، او شروع به بررسی هزینه‌های اقتصادی سلامت، بیماری و سالمندی کرد. او از نخستین افرادی بود که این عوامل را در تحقیقات خود به یکدیگر مرتبط ساخت؛ از جمله مقالاتش می‌توان به «هزینه‌های اقتصادی بیماری‌های قلبی-عروقی» و «برآورد هزینه‌های بیماری» اشاره کرد. بعدها دانشمندان از او به عنوان پایه‌گذار این حوزه پژوهشی یاد کردند. او همچنین نخستین فردی بود که ارزش اقتصادی خانه‌داری، که عمدتاً توسط زنان انجام می‌شد، را برآورد کرد.
رایس در سال ۱۹۷۶ دفتر تأمین اجتماعی را ترک کرد و به عنوان مدیر مرکز ملی آمار سلامت منصوب شد. مهم‌ترین دستاورد او در این سمت، ایجاد شاخص ملی مرگ‌ومیر بود، اما عملکرد دفتر او تحت تأثیر کاهش مشاغل در دوران ریاست جمهوری رونالد ریگان قرار گرفت. در سال ۱۹۸۲، رایس به عنوان استاد مهمان در دانشگاه کالیفرنیا، سان‌فرانسیسکو (UCSF) فعالیت کرد، و تمرکز او بر تأثیرات مالی دود کردن سیگار بود. در سال ۱۹۹۸، رایس و همکارانش برآورد کردند که در سال ۱۹۹۳ ایالات متحده در مجموع ۷۲٫۷ میلیارد دلار هزینه درمانی مرتبط با سیگار پرداخت کرده است که مدیکید به تنهایی ۱۲٫۹ میلیارد دلار از این هزینه را تقبل کرده است. این مطالعات هم‌زمان با مذاکرات میان دولت ایالات متحده و شرکت‌های دخانیات منتشر شد و بر توافق نهایی تأثیر گذاشت که در نهایت منجر به توافقنامه جامع تسویه دعاوی دخانیات شد که شرکت‌های دخانیات را متحمل بیش از ۲۰۰ میلیارد دلار هزینه کرد.
رایس تا زمان درگذشتش در سال ۲۰۱۷ در سن ۹۴ سالگی، که به دلیل عوارض ناشی از شکستگی لگن پس از یک سقوط رخ داد، به عنوان بازنشستگی افتخاری در UCSF باقی ماند. در طول دوران حرفه‌ای خود، او بیش از ۲۰۰ مقاله پژوهشی، کتاب، فصل کتاب و تک‌نگاری منتشر کرد.